# Ijad Ibrahim Chalil
Ijad Ibrahim Chalil (arab. إياد إبراهيم خليل; ur. 25 lutego 1992) – egipski zapaśnik walczący w stylu wolnym. Zajął piętnaste miejsce na mistrzostwach świata w 2013; czternaste w 2014 i osiemnaste 2015. Triumfator igrzysk afrykańskich w 2015. Czterokrotny medalista mistrzostw Afryki, złoty w 2013, 2014 i 2015. Mistrz arabski w 2014. Brązowy medalista igrzysk śródziemnomorskich w 2013 roku